# Liste der Biografien/Koss
Liste der Biografien |
Portal Biografien |
Personensuche
# |
A |
B |
C |
D |
E |
F |
G |
H |
I |
J |
K |
L |
M |
N |
O |
P |
Q |
R |
S |
T |
U |
V |
W |
X |
Y |
Z |
?
 
Ka |
Kb |
Kc |
Kd |
Ke |
Kf |
Kg |
Kh |
Ki |
Kj |
Kl |
Km |
Kn |
Ko |
Kp |
Kr |
Ks |
Kt |
Ku |
Kv |
Kw |
Ky |
Kx |
Kz
 
Koa |
Kob |
Koc |
Kod |
Koe |
Kof |
Kog |
Koh |
Koi |
Koj |
Kok |
Kol |
Kom |
Kon |
Koo |
Kop |
Kor |
Kos |
Kot |
Kou |
Kov |
Kow |
Kox |
Koy |
Koz
 
Kosa |
Kosb |
Kosc |
Kose |
Kosg |
Kosh |
Kosi |
Kosj |
Kosk |
Kosl |
Kosm |
Kosn |
Koso |
Kosp |
Koss |
Kost |
Kosu |
Kosv |
Kosy |
Kosz
Die Liste der Biografien führt alle Personen auf, die in der deutschsprachigen Wikipedia einen Artikel haben. Dieses ist eine Teilliste mit 188 Einträgen von Personen, deren Namen mit den Buchstaben „Koss“ beginnt.

## Koss
- Kõss, Aleksander (1919–1944), estnischer Fußballspieler
- Köss, Andreas (1961–2019), deutscher Schauspieler und Sprecher
- Koß, Bert (* 1957), deutscher Schriftsteller, Dramaturg und Hörspielautor
- Koss, Bryan, US-amerikanischer Kameramann
- Koß, Erich (1899–1982), deutscher Bautechniker
- Koß, Friedrich (1865–1949), deutscher Politiker (SPD)
- Koß, Gerhard (1933–2018), deutscher Onomastiker
- Koss, Irene (1928–1996), deutsche Schauspielerin und Fernsehansagerin
- Koss, Johann Olav (* 1968), norwegischer EisschnellläuferJohann Olav Koss (* 1968)

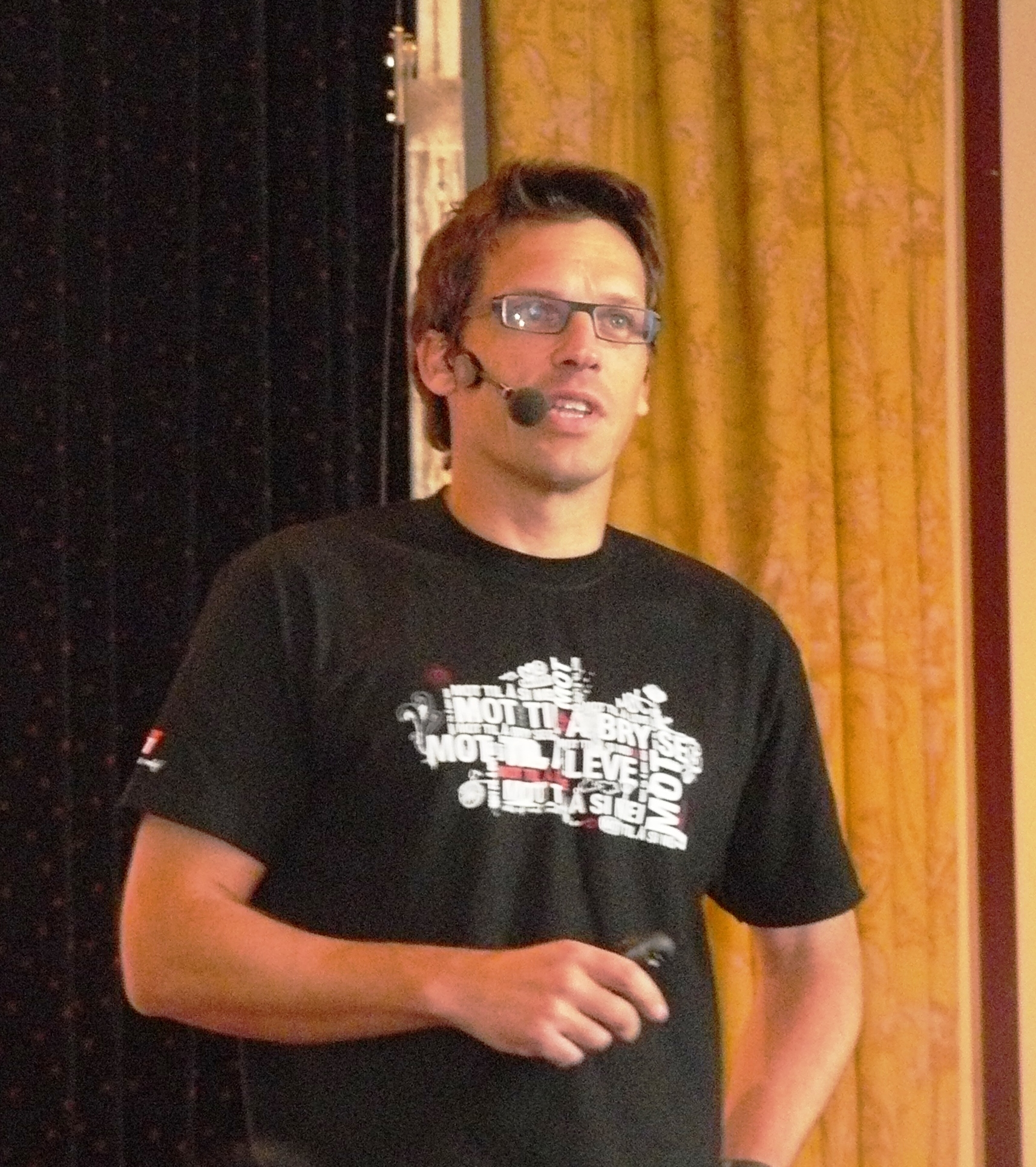
Johann Olav Koss (* 1968)

- Koss, Karl (1865–1944), österreichischer Operettensänger und Regisseur
- Koß, Karl (1930–2020), deutscher Schriftsteller und Hörspielautor
- Koss, Mario (* 1968), deutscher Erfinder und Musikproduzent
- Koss, Marlene (* 2003), argentinische Sprinterin
- Koß, Michael (* 1976), deutscher Politikwissenschaftler
- Koss, Milly (1928–2012), US-amerikanische Mathematikerin und Computerpionierin
- Koss, Niki (* 1994), US-amerikanische Schauspielerin
- Koss, Polly (1880–1943), österreichische Soubrette und Schauspielerin
- Koss, Richard (1850–1932), deutscher Bauingenieur und preußischer Baubeamter
- Koß, Simona (* 1961), deutsche Politikerin (SPD), MdLSimona Koß (* 1961)

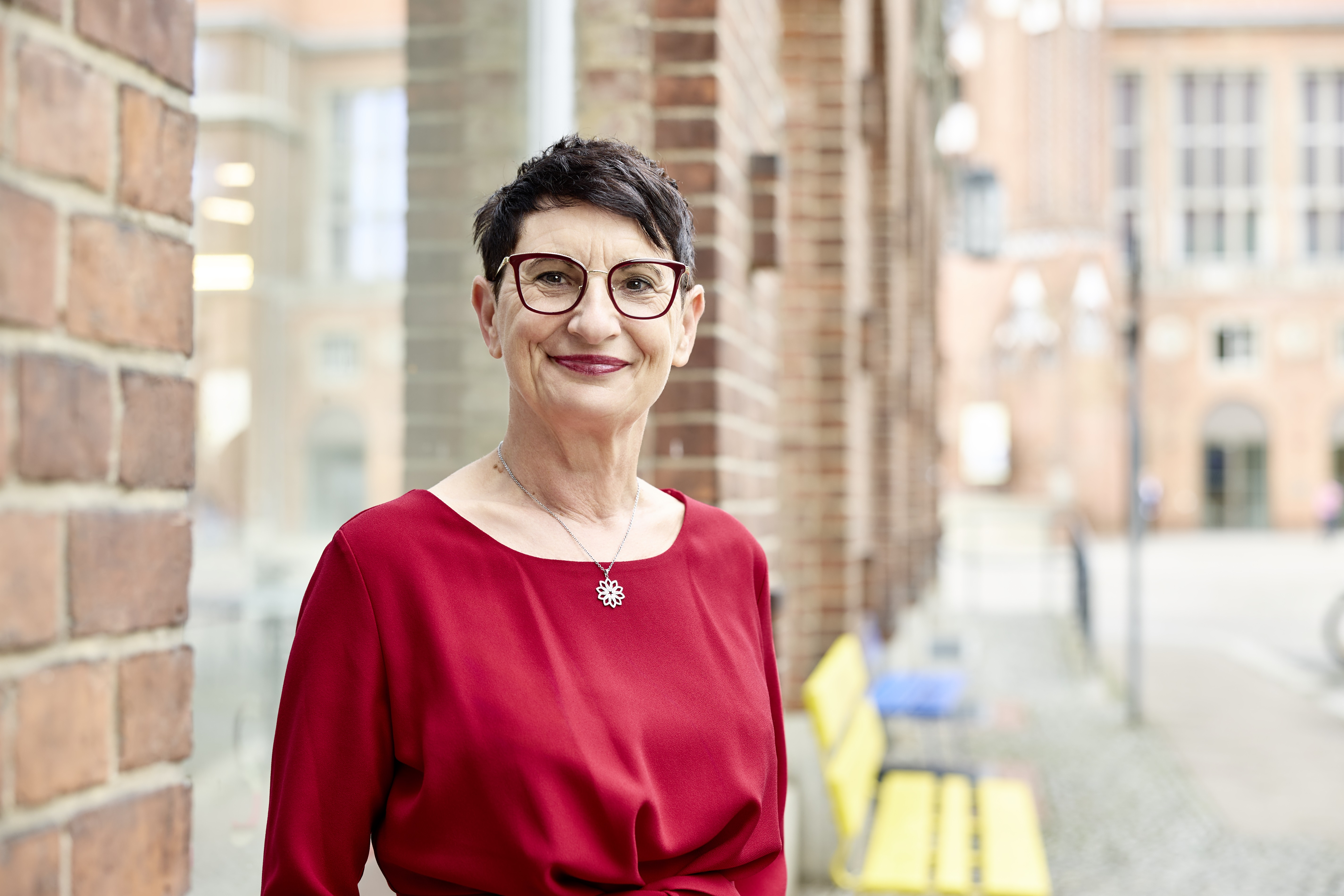
Simona Koß (* 1961)

- Koß, Walther (1904–1945), deutscher Redakteur, ehrenamtlicher Archivpfleger und Heimatforscher in Grimmen

### Kossa
- Kossa, István (1904–1965), ungarischer kommunistischer Politiker, Mitglied des Parlaments
- Kossack, Fritz (1927–2020), deutscher Gebrauchsgrafiker
- Kossack, Georg (1923–2004), deutscher Prähistoriker
- Kossack, Rudi (* 1925), deutscher Fußballspieler
- Kossak, Anja (* 1968), deutsches Model
- Kossak, Egbert (1936–2016), deutscher Architekt und Stadtplaner
- Kossak, Ernst (1814–1880), deutscher Journalist
- Kossak, Hans-Christian (* 1944), deutscher Psychologe und Psychologischer Psychotherapeut
- Kossak, Juliusz (1824–1899), polnischer Maler und Zeichner
- Kossak, Karl Ludwig (1891–1949), österreichischer Dramatiker, Romancier und Lyriker
- Kossak, Leon (1815–1877), polnischer Offizier und Maler
- Kossak, Margarethe (* 1855), deutsche Schriftstellerin
- Kossak, Simona (1943–2007), polnische Biologin, Ökologin und Professorin für Forstwissenschaften
- Kossak, Wojciech (1857–1942), polnischer Maler
- Kossak-Szczucka, Zofia (1889–1968), polnische Schriftstellerin und WiderstandskämpferinZofia Kossak-Szczucka (1889–1968)

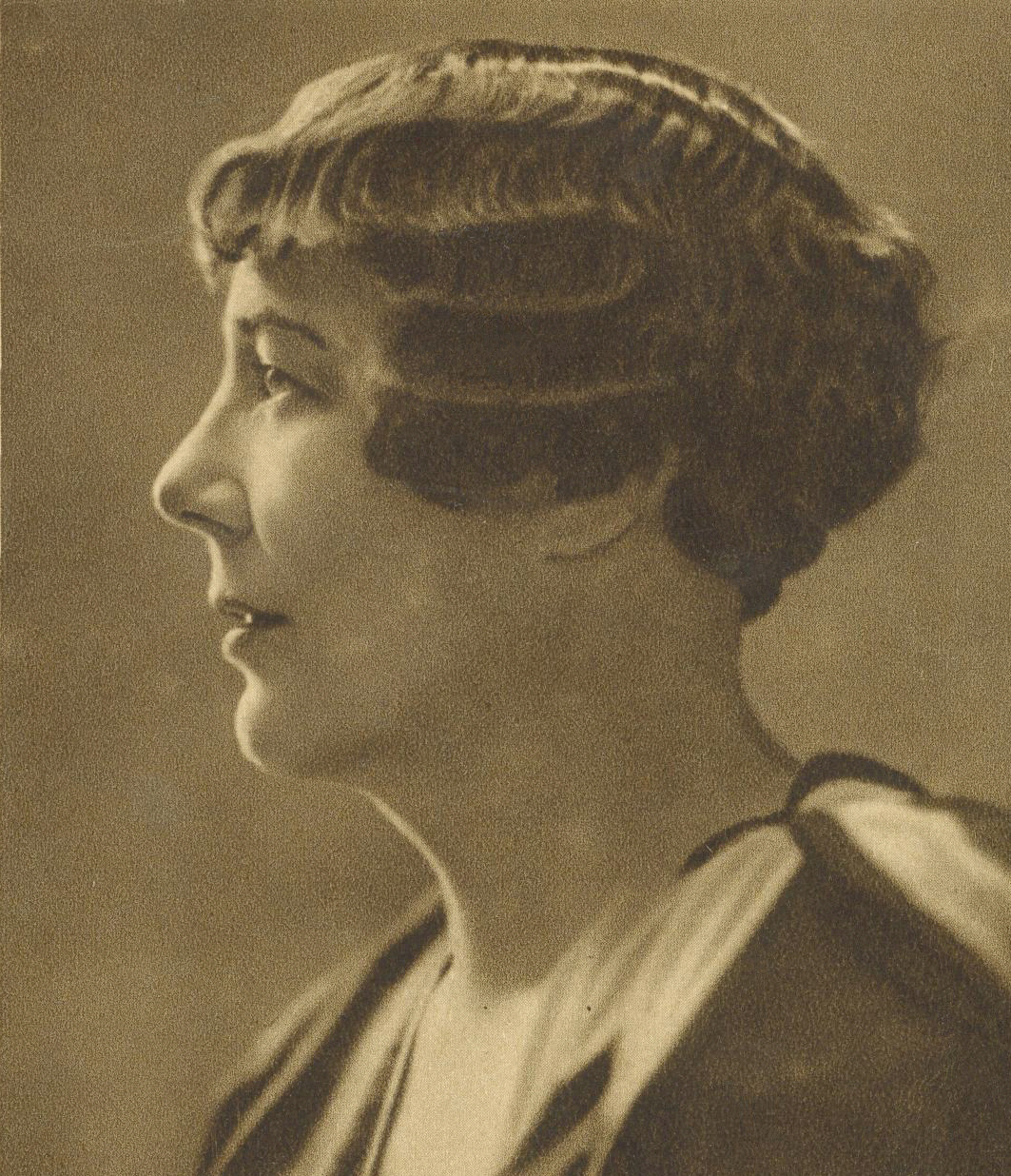
Zofia Kossak-Szczucka (1889–1968)

- Kossakiwskyj, Leonid (* 1950), ukrainischer Politiker, Bürgermeister von Kiew
- Kossakovsky, Victor (* 1961), russischer Dokumentarfilmer
- Kossakow, Hierotheus (* 1977), bulgarisch-orthodoxer Geistlicher und Theologe, Titularbischof von Agathopol und Vikar des Metropoliten von Sliwen
- Kossakowski, Adolf (1928–2017), deutscher Psychologe und Hochschullehrer
- Kossakowski, Antoni (1735–1798), polnischer Politiker, Militär, Diplomat und Schriftsteller
- Kossakowski, Dominink (1711–1743), litauischer Politiker
- Kossakowski, Joseph Kasimir (1738–1794), polnisch-litauischer Geistlicher, Bischof von Livonien, Dichter und Übersetzer
- Kossakowski, Simon (1741–1794), litauischer Adliger, Generalleutnant im Dienste des zaristischen Russlands
- Kossakowski, Tadeusz (1888–1965), polnischer Ingenieur und General
- Kossamak, Sisowath (1904–1975), kambodschanische Königin
- Kossarew, Alexander Wassiljewitsch (1903–1939), sowjetischer Parteifunktionär
- Kossarew, Borys (1897–1994), ukrainischer Künstler
- Kossarew, Kirill Andrejewitsch (* 2001), russischer Fußballspieler
- Kossarewa, Nadeschda Borissowna (* 1955), sowjetisch-russische Ökonomin und Hochschullehrerin
- Kossatsch, Mychajlo (1869–1903), ukrainischer Physiker
- Kossatsch, Olena (1845–1927), ukrainische Aktivistin und Schriftstellerin
- Kossatsch, Petro (1842–1909), ukrainischer Anwalt, Pädagoge, Philanthrop und Staatsrat
- Kossatsch-Boryssowa, Isydora (1888–1980), ukrainische Agrarwissenschaftlerin
- Kossatsch-Krywynjuk, Olha (1877–1945), ukrainische Schriftstellerin, Literaturkritikerin, Übersetzerin, Bibliografin, Ethnografin, Lehrerin und Ärztin
- Kossatschew, Konstantin Iossifowitsch (* 1962), russischer Politiker
- Kossatz, Gert (1929–2013), deutscher Ingenieur
- Kossatz, Hans (1901–1985), deutscher Karikaturist, Comiczeichner und Illustrator

### Kossb
- Kossbiel, Hugo (1939–2023), deutscher Wirtschaftswissenschaftler

### Kossd
- Kossdorff, Jan (* 1974), österreichischer Schriftsteller

### Kosse
- Kosse, Lothar (* 1959), deutscher Gitarrist, Sänger, Komponist und Produzent
- Kossek, Josef (1780–1858), tschechischer Uhrmacher, Mechaniker und Miniaturmaler
- Kossel, Albrecht (1853–1927), deutscher Mediziner und Physiologe, Nobelpreis für Physiologie oder Medizin 1910Albrecht Kossel (1853–1927)

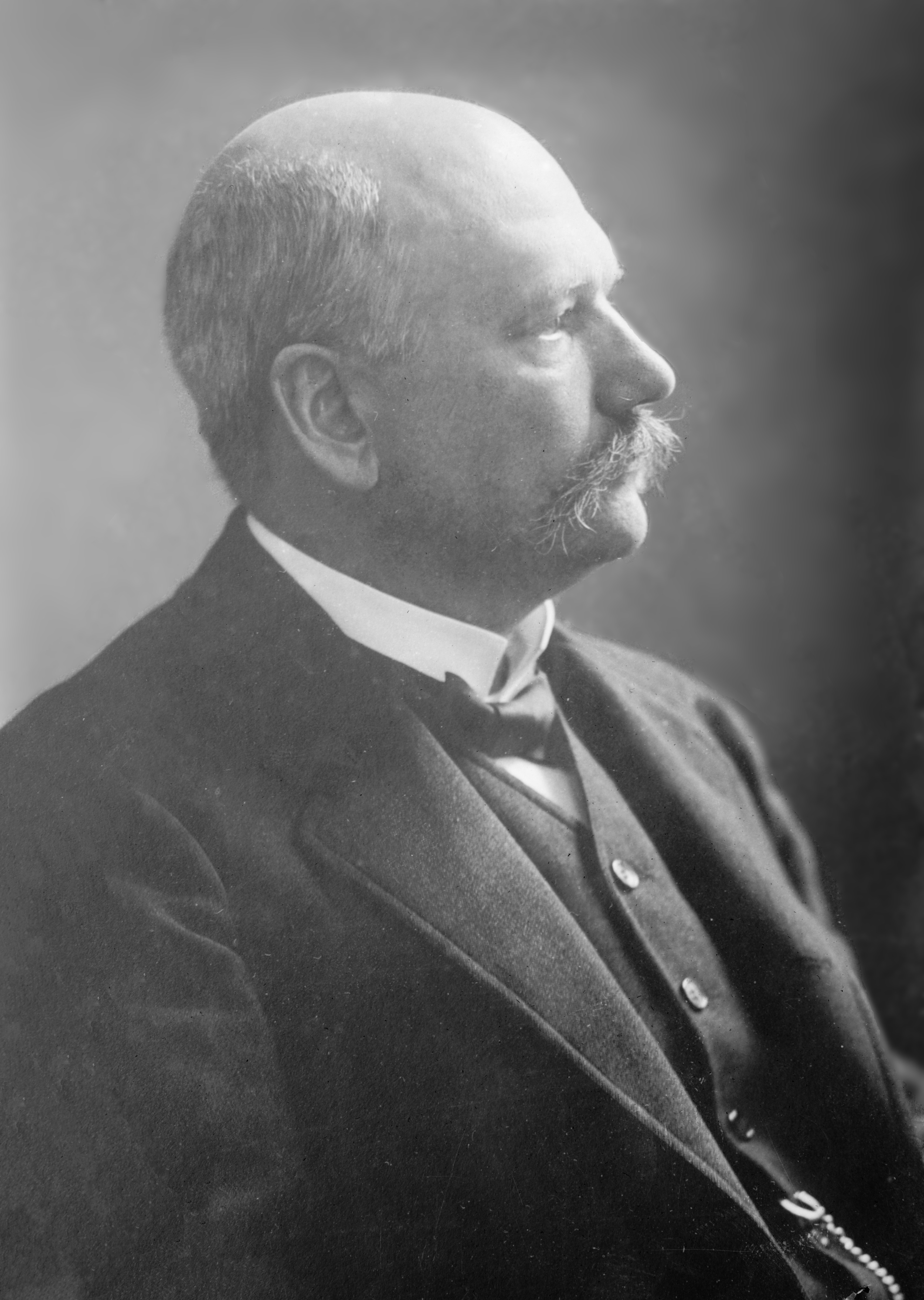
Albrecht Kossel (1853–1927)

- Kossel, Hannelore (1941–2020), deutsche Garten- und Landschaftsarchitektin
- Kössel, Hans (1934–1995), deutscher Molekularbiologe und Hochschullehrer
- Kossel, Paul (1874–1950), deutscher Bauunternehmer
- Kossel, Richard von (1830–1905), königlich preußischer Generalleutnant und zuletzt Kommandeur der 4. Feld-Artilleriebrigade
- Koßel, Uwe (* 1950), deutscher Politiker (SPD), MdHB
- Kossel, Walther (1888–1956), deutscher Physiker und Hochschullehrer
- Kossen, Cornelia (1897–1943), niederländische Widerstandskämpferin
- Kossen, Henk (1923–2009), niederländischer Pfarrer, Theologe und Professor
- Kossen, Johannes (1869–1934), deutscher Landwirt und Politiker (Zentrum), MdL
- Kossen, Mattheus († 1621), deutscher Kaufmann und Bürgermeister der Hansestadt Lübeck
- Kossen, Peter (* 1968), deutscher römisch-katholischer Priester
- Kossen, Vanessa, deutsche Journalistin und Fernsehmoderatorin
- Kossenda Rey, Véronique (* 1996), kamerunische Weit- und Dreispringerin
- Kossendey, Marcus (* 1966), deutscher Manager
- Kossendey, Thomas (* 1948), deutscher Politiker (CDU), MdB
- Kossenhaschen, Georg (1868–1931), deutscher Unternehmer und Hotelier
- Kossenko, Wiktor (1896–1938), ukrainischer Komponist, Lehrer und Pianist
- Kossenkowa, Julija Wassiljewna (* 1973), russische Mittelstreckenläuferin
- Kösser, Theodor (1854–1929), deutscher Architekt
- Kosser, Ursula (* 1958), deutsche Journalistin und Buchautorin
- Kossert, Andreas (* 1970), deutscher HistorikerAndreas Kossert (* 1970)

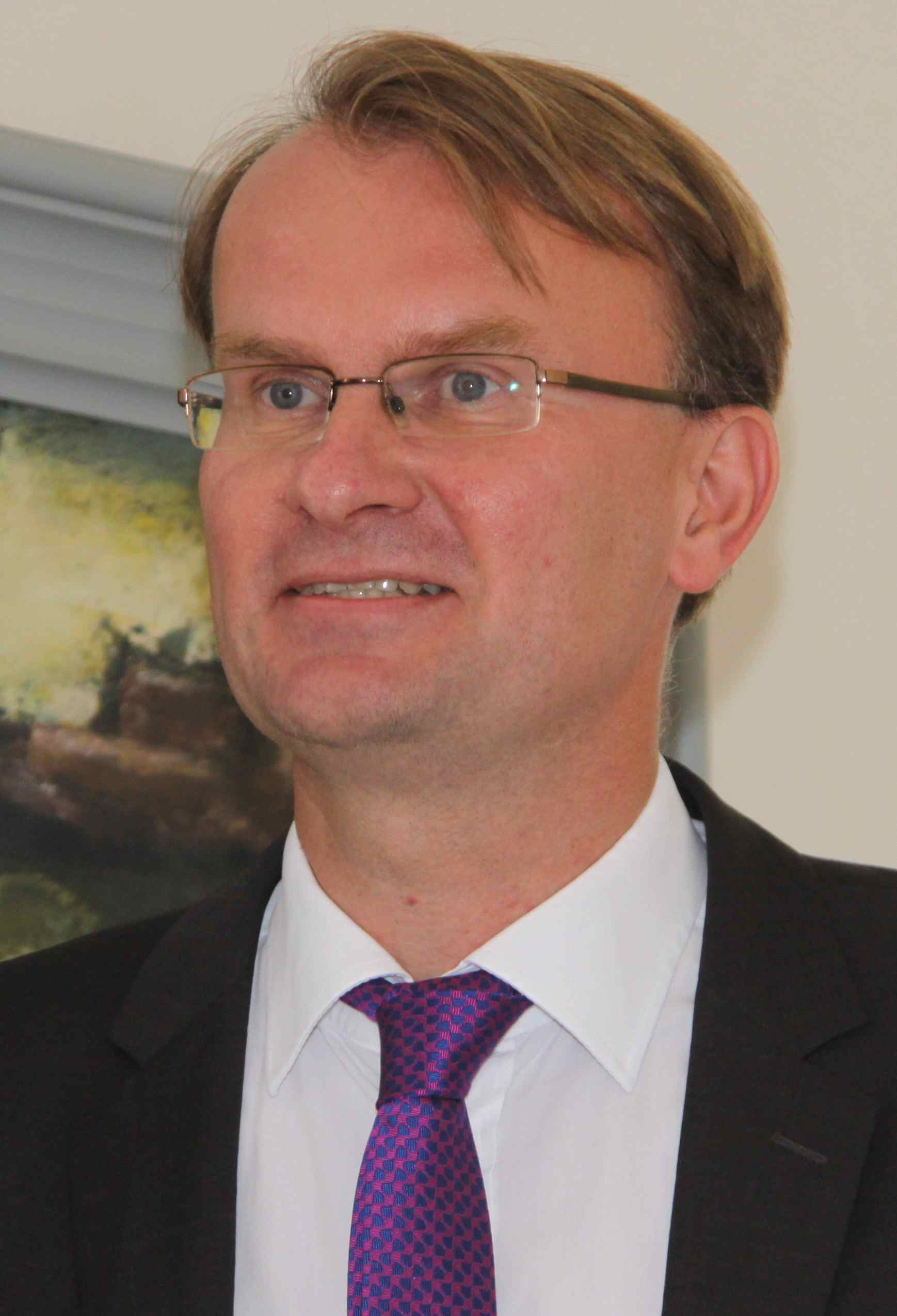
Andreas Kossert (* 1970)

- Kossew, Dimiter (1903–1996), bulgarischer Historiker
- Kossewa, Marija (1931–2022), bulgarische Sängerin
- Kossewitsch, Arnold Markowitsch (1928–2006), ukrainischer Theoretischer Physiker und Festkörperphysiker
- Kossezkaja, Jewgenija Andrejewna (* 1994), russische Badmintonspielerin

### Kossi
- Kossi, Dieudonné (* 1961), zentralafrikanischer Boxer
- Kossics, József († 1867), slowenischer Schriftsteller, Dichter, Sprachforscher, Historiker, Volkskundler und katholischer Priester
- Kossila, Kalle (* 1993), finnisch-französischer Eishockeyspieler
- Kossina, Isabella (* 1962), österreichische Politikerin (SPÖ) und Umweltexpertin
- Kössing, Friedrich (1825–1894), deutscher Theologe, Geistlicher und Hochschullehrer
- Kössing, Joseph (1804–1891), deutscher Theologe und Geistlicher
- Kössinger, Brigitte (* 1955), deutsche Kommunalpolitikerin (CSU)
- Kössinger, Norbert (* 1975), deutscher Germanist und Mediävist
- Kossinna, Gustaf (1858–1931), deutscher Prähistoriker
- Kossinow, Artjom (* 1986), kasachischer Leichtathlet
- Kossinowa, Marija Walerjewna (* 1984), russische Biathletin
- Kossinski, Andrei Jurjewitsch (* 1957), russischer Komponist und Sänger
- Kossinski, Wladimir Iwanowitsch (1945–2011), sowjetischer Schwimmer
- Kossinzewa, Nadeschda Anatoljewna (* 1985), russische Schachmeisterin
- Kossinzewa, Tatjana Anatoljewna (* 1986), russische Schachmeisterin
- Kossior, Iossif Wikentjewitsch (1893–1937), sowjetischer Politiker
- Kossior, Stanislaw Wikentjewitsch (1889–1939), sowjetischer PolitikerStanislaw Wikentjewitsch Kossior (1889–1939)

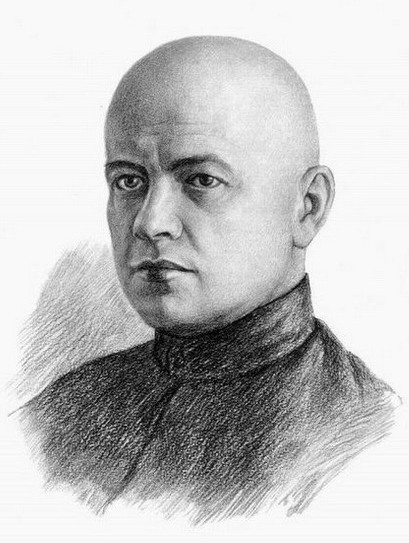
Stanislaw Wikentjewitsch Kossior (1889–1939)

- Kossiski, Andreas (* 1958), deutscher Polizist und Politiker (SPD)
- Kossitschkin, Wiktor Iwanowitsch (1938–2012), sowjetischer Eisschnellläufer
- Kossizyna, Larissa (* 1963), turkmenische Hochspringerin

### Kossj
- Kossjak, Oleh (* 1975), ukrainischer Turner
- Kossjakow, Dmitri Nikolajewitsch (* 1986), russischer Straßenradrennfahrer
- Kossjakow, Nikolai, sowjetischer Radrennfahrer
- Kossjakow, Wassili Antonowitsch (1862–1921), russischer Architekt und Hochschullehrer
- Kossjuk, Jurij (* 1968), ukrainischer Unternehmer und Oligarch

### Kossk
- Kossko, Nelli (* 1937), deutsche Schriftstellerin

### Kossl
- Kößl, Günter (* 1950), österreichischer Polizeibeamter und Politiker (ÖVP), Abgeordneter zum Nationalrat
- Kössl, Josef (1910–1959), deutscher Jurist und Oberbürgermeister
- Kössler, Christian (* 1975), österreichischer Schriftsteller und Bibliothekar an der Universität Innsbruck
- Kössler, Elena (* 1999), österreichische Fußballspielerin
- Kossler, Felix (* 1987), deutscher Handballspieler
- Kössler, Franz (1931–2019), deutscher Bibliothekar und Lexikograf
- Kössler, Franz (1931–2020), deutscher Wissenschaftler und Autor
- Kössler, Franz (* 1951), italienischer Journalist
- Kössler, Georg (* 1984), deutscher Politiker (Bündnis 90/Die Grünen), MdA
- Kössler, Gregor (* 1969), österreichischer Diplomat und seit dem 1. Juli 2020 Politischer Direktor im österreichischen Außenministerium
- Kößler, Hans (1892–1974), deutscher Unternehmer
- Kößler, Henning (1926–2014), deutscher Philosoph
- Kössler, Janette (* 1983), österreichische Schauspielerin
- Kößler, Joachim (* 1950), deutscher Bankier und Politiker (CDU), MdL
- Kössler, Karl (* 1924), deutscher Maschinenbau-Ingenieur, Leiter des Luftfahrt-Bundesamtes
- Kössler, Markus (* 1966), deutscher Bassist und Songwriter
- Koßler, Matthias (* 1960), deutscher Hochschullehrer
- Kössler, Melissa (* 2000), deutsche Fußballspielerin
- Kössler, Michael, Bildhauer des Barock
- Kößler, Paul (* 1919), deutscher Eishockeyspieler
- Kößler, Reinhart (* 1949), deutscher Soziologe
- Kössler, Till (* 1970), deutscher Erziehungswissenschaftler und Historiker
- Kosslick, Dieter (* 1948), deutscher Leiter der Internationalen Filmfestspiele Berlin (2001–2019)Dieter Kosslick (* 1948)

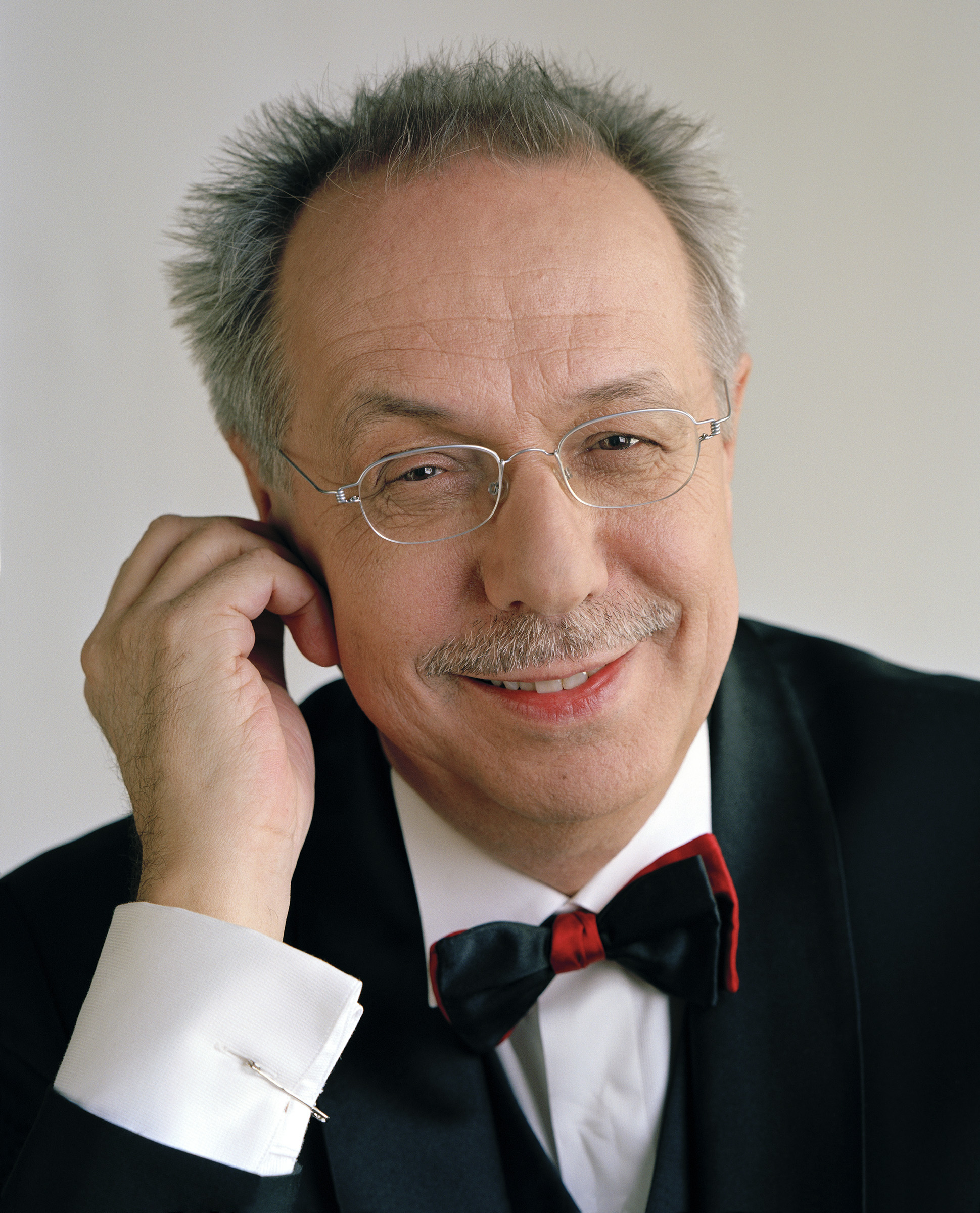
Dieter Kosslick (* 1948)

- Kößling, Rainer (* 1936), deutscher Altphilologe, Germanist und Übersetzer, Professor an der Universität Leipzig
- Kößlinger, Ernst (1926–2020), deutscher Grafiker und Grafikdesigner
- Kosslyn, Stephen (* 1948), US-amerikanischer Psychologe

### Kossm
- Koßmala, Georg (1896–1945), deutscher Generalmajor im Zweiten Weltkrieg
- Koßmaly, Carl (1812–1893), deutscher Komponist, Kapellmeister und Musikschriftsteller
- Koßmann, Bartholomäus (1883–1952), deutscher Politiker (Zentrum, CVP), MdR, MdL
- Koßmann, Bernhard (* 1938), deutscher Literaturwissenschaftler, Bibliothekar und Archivar
- Kossmann, Eugen Oskar (1904–1998), deutsch-polnischer Historiker, Geograph und Diplomat
- Koßmann, Gerd (* 1951), deutscher Fußballspieler
- Kossmann, Hans (* 1962), schweizerisch-kanadischer Eishockeyspieler und -trainer
- Koßmann, Peter (1941–2023), deutscher Fußballspieler und -trainer
- Kossmann, Reiner (1927–2013), deutscher Eishockeyspieler
- Kossmat, Franz (1871–1938), österreichisch-deutscher Geowissenschaftler
- Koßmehl, Dieter (* 1940), deutscher Ingenieur und Mitglied der Volkskammer der DDR
- Koßmehl, Matthias (* 1987), deutscher Regisseur

### Kossn
- Kössner, Wolfgang (1964–1991), österreichischer Polizeibeamter

### Kosso
- Kossodo, Helmut (1915–1994), deutscher Übersetzer und Verleger
- Kossoff, David (1919–2005), englischer Schauspieler
- Kossoff, Leon (1926–2019), britischer Maler des Expressionismus
- Kossoff, Paul (1950–1976), englischer Rock- und Blues-GitarristPaul Kossoff (1950–1976)

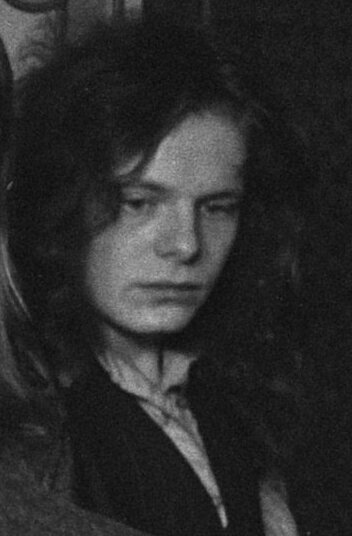
Paul Kossoff (1950–1976)

- Kossok, Manfred (1930–1993), deutscher Historiker
- Kossol, Karl (1909–1992), deutscher NSDAP-Funktionär, Kreisleiter in Münster, Beckum, Ahaus, Coesfeld
- Kossolapow, Line (* 1935), deutsche Pädagogikprofessorin, Autorin und Direktorin des Deutschen Jugendinstituts
- Kossolapow, Ritschard Iwanowitsch (1930–2020), sowjetisch-russischer kommunistischer Philosoph, KPdSU-Funktionär und Hochschullehrer
- Kossonohow, Jossyp (1866–1922), ukrainischer Physiker, Geophysiker und Meteorologe
- Kossorotow, Sergei Alexandrowitsch (* 1969), russischer Judoka
- Kossorotow, Sergei Mark Sergejewitsch (* 1999), russischer Handballspieler
- Kossos, Ioannis (1832–1878), griechischer Bildhauer des Klassizismus
- Kossounou, Odilon (* 2001), ivorischer FußballspielerOdilon Kossounou (* 2001)

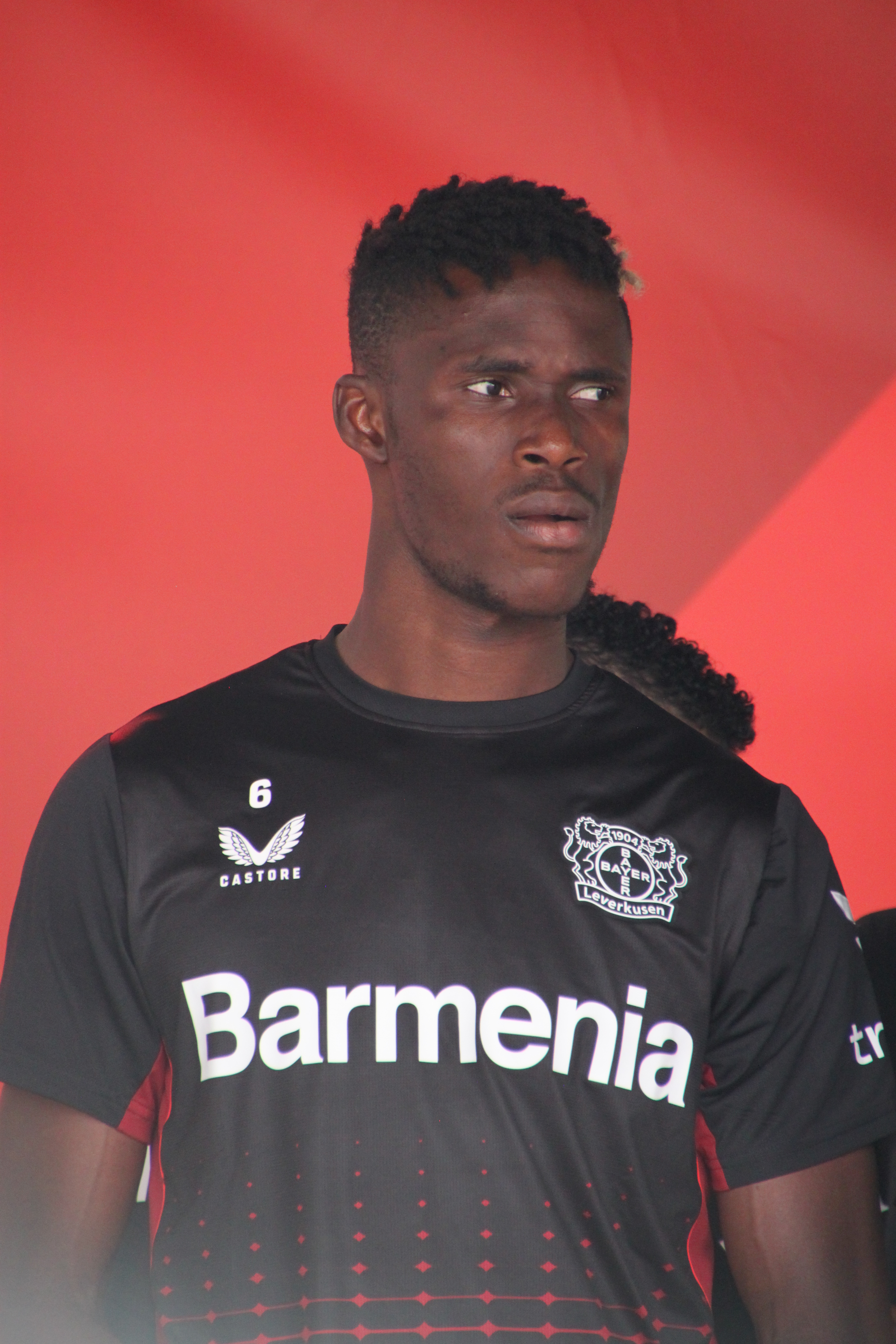
Odilon Kossounou (* 2001)

- Kossourow, Alexei Alexandrowitsch (* 1979), russischer Eishockeyspieler
- Kossow, Artjom Wjatscheslawowitsch (* 1986), russischer Ruderer
- Kossow, Jaroslaw Alexejewitsch (* 1993), russischer Eishockeyspieler
- Kossowa, Nina Alexejewna (* 1935), sowjetische Hochspringerin
- Kossowa, Wiktorija (* 1988), ukrainische Film- und Fernsehschauspielerin, Designerin, Künstlerin und Chefredakteurin des Online-Hochglanzmagazins Nargis
- Kossowski, Boleslaw von (1839–1892), Rittergutsbesitzer und Politiker, MdR
- Kossowski, Henryk der Jüngere (1855–1921), polnischer Bildhauer
- Kossowski, Henryk, der Ältere (1815–1878), polnischer Bildhauer
- Kossoy, Boris (* 1941), brasilianischer Fotograf und Fotografiehistoriker

### Kossu
- Kossuth, Camillo (1888–1963), österreichisch-deutscher Schauspieler
- Kossuth, Charlotte (1925–2014), deutsche Übersetzerin und Lektorin
- Kossuth, Egon Josef (1874–1949), schlesischer Portraitmaler
- Kossuth, Ferenc (1841–1914), ungarischer Ingenieur und Politiker
- Kossuth, Lajos (1802–1894), ungarischer PolitikerLajos Kossuth (1802–1894)

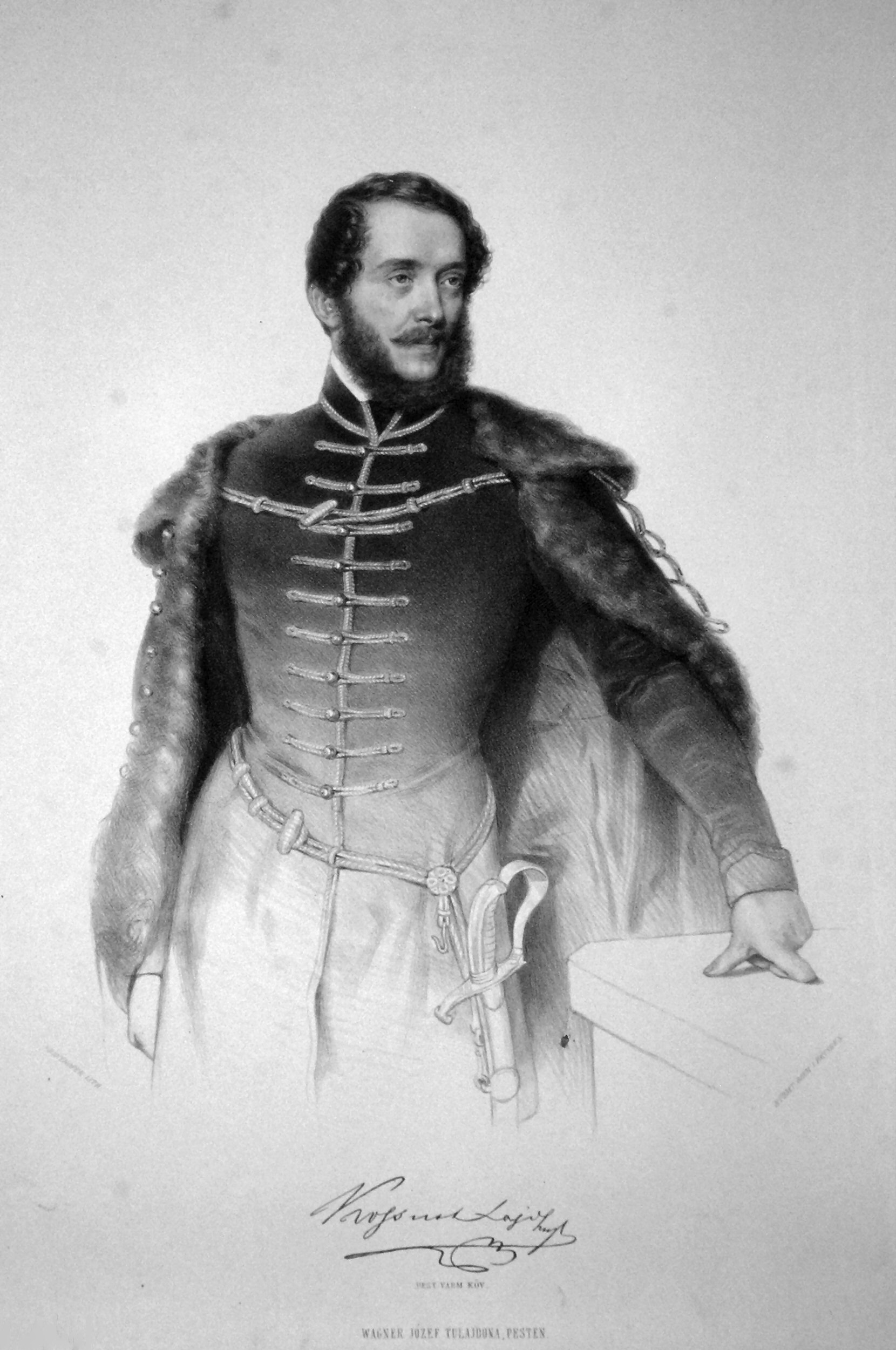
Lajos Kossuth (1802–1894)

- Kossuth, Leonhard (1923–2022), deutscher Verlagslektor, Literaturkritiker und Übersetzer
- Kossuth, Zsuzsanna (1817–1854), ungarische Oberschwester im Freiheitskrieg (1848–49), jüngste Schwester von Lajos Kossuth

### Kossw
- Kosswig, Curt (1903–1982), deutscher Zoologe
- Koßwig, Richard, deutscher Fußballspieler

### Kossy
- Kossy, Donna (* 1957), US-amerikanische Autorin und Herausgeberin
- Kossych, Grigori Georgijewitsch (1934–2012), sowjetischer Sportschütze
- Kossygin, Alexei Nikolajewitsch (1904–1980), russischer Politiker, Ministerpräsident der Sowjetunion
- Kossynka, Hryhorij (1899–1934), ukrainischer Publizist, Übersetzer und Prosa-Schriftsteller
- Kossynskyj, Dmytro (* 1989), ukrainischer Speerwerfer